# カメラ・オブスクーラ (小説)
『カメラ・オブスクーラ』（Камера обскура）は、ウラジーミル・ナボコフの5番目の長編小説であり、ベルリンに亡命中の1932年に『現代雑記』にロシア語で連載された後、書籍として出版された。
中年男性のクレッチマーが16歳の美しい少女マグダに惚れ込み、相互依存的な生活を送るが、彼女との交際であらゆるものを失い、最後には破滅する。このテーマは1955年の『ロリータ』でも使われており、共通点が多い。
原題のカメラ・オブスクーラは一種の光学機器で、暗くした部屋に小さな穴をあけると、そこを通る光によって反対側の壁に外の風景が壁に映しだされるという原理を利用している。

## プロット
ブルーノ・クレッチマーはベルリン在住の美術評論家であり、その評価は高い。幸せな結婚生活を送っており、暮らし向きも裕福である。しかしクレッチマーは映画館で見かけた16歳のマグダに劣情を抱き、彼女を誘惑して関係を築く。マグダの奔放さに振り回されつつも、彼は夢中になり、マグダが女優になる夢にも協力を申し出る。不倫関係にあったクレッチマーだったが、マルゴからの手紙を妻に読まれてしまったことで結婚生活は実質的な破綻を迎える。しかしマグダが彼に離婚を迫っても、クレッチマーは生返事をして先延ばしにするのだった。
ある日クレッチマーは夕食パーティを開くが、その招待客の中に風刺漫画家のロバート・ホーンがいた。彼はマグダのかつての恋人であり、突然彼女のもとを去っていた。2人は関係を修復し、クレッチマーの目を盗んで肌を重ねるだけでなく、クレッチマーの財産を自分たちのものにすることを画策しはじめる。
クレッチマーは人脈を使って、マグダを映画女優としてデビューさせる。完成した映画の試写に出かけたクレッチマーたちだったが、映画の出来はお世辞にもよくなかった。クレッチマーはスクリーンに映る彼女の姿に夢中になるが、マグダの演技の子供のようで、あまりに下手だった。ついには客席から失笑も起き、マグダは恥ずかしさにいたたまれなくなり泣きながら映画館を抜け出す。
クレッチマーは傷心のマグダの気晴らしに、南のほうへドライブに出かけることにする。ホーンが運転手役に志願したので、3人での旅行になった。クレッチマーは旅の途中で旧知の友人で作家のドイツ人に再会するが、この作家が書いた小説が偶然マグダとホーンが恋人のように振舞うところを描いており、クレッチマーは2人の関係を知る。怒ったクレッチマーはすぐに荷物をまとめ、マグダだけを連れてホテルを出発した。しかしクレッチマーが運転する車は対向車と衝突して大事故を起こし、彼はその事故がもとで失明してしまう。
クレッチマーは療養生活のためスイスに別荘を借りてマグダと暮らすが、彼女はホーンもそこに呼び寄せていた。ホーンは別荘の一室に住むだけでなく、クレッチマーが盲目なことにつけこんで、彼にいたずらを仕掛けたり、欺こうとする。クレッチマーは聴覚が次第に鋭くなるが、むしろホーンにとっては愉しみの材料が増えただけだった。
スイスで愛人と暮らしているクレッチマーが、散財させられているという話を耳にした、クレッチマーの妻の弟マックスは、クレッチマーを救うため彼らが暮らす別荘を訪れる。するとそこにいたのは、クレッチマーと向かい合って座り、彼の所作を観察している裸のホーンだった。マックスは自分をみても平然としているホーンを追い払い、戻ってきたマグダとすれ違いでクレッチマーをベルリンに連れ戻した。
自宅に帰ってきたクレッチマーは、たまたま出た電話で、マグダのために借りた部屋に彼女が荷物をとりに戻ってくる事を知る。タクシーを使いなんとかそこまで行くと、ちょうどマグダが運送屋と会話をしているところだった。クレッチマーは拳銃をかまえ、マグダを部屋に追い詰めた気配で狙いを定める。しかし反撃にあって拳銃を奪われ、逆に撃たれて絶命する。

## 出版史
『カメラ・オブスクーラ』は英語に先駆けて1934年にフランス語に翻訳されている。
英語版はウィンフレッド・ロイが翻訳した『カメラ・オブスクーラ』が、1936年にジョナサン・ロングによってロンドンで出版されている。このハッチンソン社からペーパーバックで出た最初の英訳本は、著者のクレジットが「ウラジーミル・ナボコフ=シーリン」(Vladimir Nabokoff-Sirin)になっていた。ナボコフはこの翻訳のことを「だらしなく、まとまりを欠いて、いい加減。うっかりしたりつまずいたりの連続で、生き生きとしたりほとばしるものがない。そんなものがどっかり腰を据えた、平板で単調な英語なものだから、私はとても最後まで読み通すことなどできない」と評しており、ひどく不満だったと伝えられている。結局彼は自分で英訳を行っている。これが現在の『闇のなかの笑い』(Laughter in the Dark)の題で1938年に出版された。

## 映画化
1969年、『カメラ・オブスクーラ』は英語版の『闇のなかの笑い』をもとにトニー・リチャードソン監督により『悪魔のような恋人』として映画化された。はじめクレッチマー役（英語版ではアルビヌスという名前になっている）はリチャード・バートンになる予定だったが、彼の過度な飲酒により取り止めになり、かわりにニコル・ウィリアムソンがつとめた。マグダ（英語版ではマルゴ）役はアンナ・カリーナ、ホーン（英語版ではレックス）役はジャン・クロード・ドルオーだった。

### 文献
- Camera Obscura and Laughter in the Dark, or The Confusion of Texts, by Christine Raguet-Bouvard (translated by Jeff Edwards)
- Nabokov's Poetics of Vision, or, What Anna Karenina is Doing in Kamera obskura by Thomas Seifrid.

## 日本語訳
- 川崎竹一（訳）『マグダ』河出書房新社、1960年。 - フランス語版からの重訳
- 篠田一士（訳）『マルゴ』河出書房新社、1967年。 - ナボコフ自ら訳した英語版から
- 貝澤哉（訳）『カメラ・オブスクーラ』光文社古典新訳文庫、2011年。 - ロシア語版から
- 川崎加代子（訳）『マクダ』未知谷、2014年。 - ロシア語版から